# Pere Vivó i Gili
Pere Vivó i Gili (Sabadell, Vallès Occidental, 1931 - Barcelona, 14 d'agost de 2023) fou un sacerdot català.
Fou vicari de les parròquies de Caldes d'Estrac i de Gavà, fins que l'any 1964 fou nomental vicari de la parròquia de la Sagrada Família, en substitució de Joaquim Garrit i Rigol, essent-ne rector l'Albert Viladrich i Vendrell. Posteriorment, el 1969 esdevingué rector del Pla del Penedès, on va recuperar l'església romànica del poble, del segle XI. Fou també rector a Mollet del Vallès i Sant Celoni, fins que el 1989 fou nomenat rector de Sant Cugat del Vallès, on publicà el llibre El Monestir de Sant Cugat, a partir dels monjos i enllà... Dades per a la història.
Va contreure una malaltia de fetge i pàncrees i es va retirar a Sant Andreu del Palomar, un temps també a Sant Just Desvern, fins fou ingressat a la residència sacerdotal de Sant Josep Oriol de Barcelona.